# نیکولاس اوریارته
نیکولاس اوریارته (انگلیسی: Nicolás Uriarte؛ زادهٔ ۲۱ مارس ۱۹۹۰) پاسور تیم ملی والیبال آرژانتین است. او پسر جان اوریارته است.